# Devylderia capensis
Devylderia capensis är en insektsart som beskrevs av Vitaly Michailovitsh Dirsh 1956. Devylderia capensis ingår i släktet Devylderia och familjen Lentulidae. Inga underarter finns listade i Catalogue of Life.